# Zofia Ameisenowa
Zofia Ameisenowa (* 31. Mai 1897 in Nowy Sącz; † 25. September 1967 in Nowa Huta, Krakau) war eine polnische Kunsthistorikerin und Bibliothekarin.

## Leben
Von 1921 bis 1939 war Zofia Ameisenowa Mitarbeiterin an der Graphischen Sammlung der Jagiellonischen Bibliothek, davon ab 1923 Leiterin der Sammlung. Während dieser Zeit schrieb sie Publikationen über Druckgrafik und illuminierte Handschriften. 1923 heiratete sie ihren entfernten Cousin Aleksander Ameisen, einen Dermatologen, Schriftsteller und führenden Schachspieler in Krakau.
1939 besetzten deutsche Truppen Polen. Zofia Ameisenowa floh mit ihrem Mann zunächst nach Luzk in der Ukraine. Ab April 1940 lebte sie bei den Huzulen in Kossiw. Ihr Mann behandelte dort Flüchtlinge. 1941 wurde sie von der Gestapo verhaftet und kam ins Gefängnis. Nach zwei weiteren Verhaftungen wurde sie im Ghetto inhaftiert, ihrem Mann und ihr gelang im Oktober 1942 die Flucht nach Czernowitz. Von März 1944 bis zum Ende des Zweiten Weltkriegs lebte sie dann in Bukarest.
Nach dem Krieg kehrte sie nach Krakau zurück und arbeitete erneut an der Jagiellonischen Bibliothek. Nach mehreren Forschungsreisen durch Europa wurde sie 1955 Honorarprofessorin für Kunstgeschichte an der Jagiellonen-Universität. Die Schwerpunkte ihrer Publikationen waren Buchmalerei und Ikonografie. Trotz schwerer Erkrankung übernahm sie 1959 eine Professur an der Universität. Sie verstarb acht Jahre später.

## Werke (Auswahl)
- Einblattdrucke des fünfzehnten Jahrhunderts in Polen: Holz- und Metallschnitte in den Bibliotheken zu Gołuchów, Krakau, Lemberg, Lublin, Plazk, Thorn und Warschau. Strassburg : J. H. E. Heitz 1929 (Einblattdrucke des 15. Jahrhunderts, Band 69)
- Kodeks Baltazara Behema. Warschau: Auriga 1961

Aufsätze
- Średniowieczne malarstwo ścienne w Krakowie. In: Rocznik Krakowski, 19 (1923), S. 62–115
- Das messianische Gastmahl der Gerechten in einer hebräischen Bibel aus dem XIII. Jahrhundert. Ein Beitrag zur eschatologischen Ikonographie bei den Juden. In: Monatsschrift für Geschichte und Wissenschaft des Judentums, 79 (N.F. 43) (1935), Nr. 6. S. 409–422
- Ein unbekannter, früher Burgkmair-Holzschnitt in Krakau?. In: Maso Finiguerra, 1 (1936), S. 161–164 (Digitalisat)
- Eine spanisch-jüdische Bilderbibel um 1400. In: Monatsschrift für Geschichte und Wissenschaft des Judentums, 81, Neue Folge 45 (1937), S. 193–209
- The tree of life in Jewish iconography. In: Journal of the Warburg Institute, 2 (1938), Nr. 4. S. 326–345
- Animal-headed gods, evangelists, saints and righteous men.  In: Journal of the Warburg and Courtauld Institutes, 12 (1949), S. 21–45
- Godzinki Sobieskich w Windsorze. In: Biuletyn Historii Sztuki, 21 (1959), Nr. 3/4. S. 243–263